# David L. Wolper
David Lloyd Wolper (New York, 11 gennaio 1928 – Beverly Hills, 10 agosto 2010) è stato un produttore televisivo e produttore cinematografico statunitense.

## Filmografia

### Cinema
- Quei quattro giorni di novembre (Four Days in November), regia di Mel Stuart (1964)
- Willy Wonka e la fabbrica di cioccolato (Willy Wonka & the Chocolate Factory), regia di Mel Stuart (1971)
- Ciò che l'occhio non vede (Visions of Eight), regia collettiva (1973)
- Imagine: John Lennon, regia di Andrew Solt (1988)
- L.A. Confidential, regia di Curtis Hanson (1997)

### Televisione
- The Race for Space, regia di David L. Wolper - documentario TV (1959)
- Biography - serie TV, 64 episodi (1961-1963)
- Radici (Roots) - miniserie TV, episodio 1x01 (1977)
- Uccelli di rovo (The Thorn Birds) - miniserie TV, 4 episodi (1983)
- Nord e sud (North and South) - miniserie TV, 6 episodi (1985)